# تجسير (نظم)

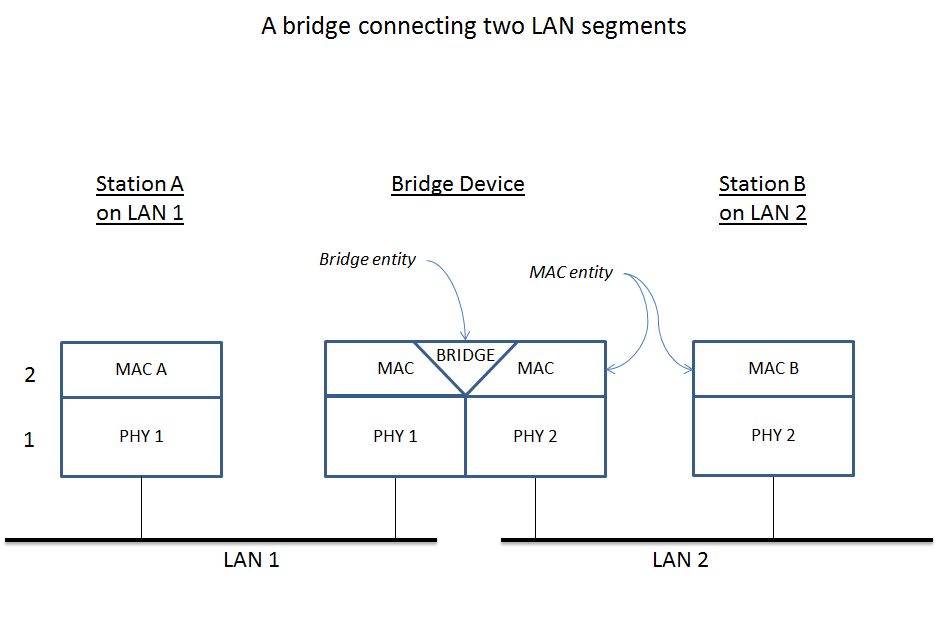

 التجسير (بالإنجليزية: Bridging)‏ وهي خاصية إعادة توجيه البيانات في الشبكات المحلية، حيث أنها تقوم بقراءة الترويسة لمعرفة وجهة تلك الحزمة، إذا لم يتمكن الجسر من تحديد الوجهة فأنه يقوم بالبث على جميع المنافذ لتحديد وجهة تلك الحزمة، عند إيجاد الوجهة، يقوم الجسر بتخزين عنوان طبقة التحكم بالوصول إلى الوسائط بجدول يسمى جدول طبقة التحكم بالوصول إلى الوسائط. وهي بعكس الموجه تعمل في الطبقة الثانية من نموذج أو إس آي وتسمى طبقة ربط البيانات.
 الجسر يقوم هذا الجهاز بربط مقاطع الشبكة في طبقة ربط البيانات من نموذج أو إس آي، والجسور تشبه في آلية عملها جهاز توزيع الشبكة إلا أن الأخيرة ذات منافذ أكثر.

## أنواع أجهزة الـ bridge
- Transparent Bridge سريع جدا في نقل الـ data لأنه لا يعمل عملية CRC وهي عملية تأكد خلو البيانات من الأخطاء ورخيص الثمن.
- Mixed Media Bridge ويعمل على التأكد من خلو البيانات من الأخطاء عن طريق CRC ولذلك هو آمن ويتميز ببطء نقل البيانات بعض الشيء ولكنه المفضل في الاستخدام.
- Local Bridge بيربط بين شبكتين واحدة في غرفة مثلا مع شبكة في غرفة أخرى (غرفة-مع-غرفة).
- Remote Bridge يربط بين شبكة في مبنى مع شبكة في مبنى آخر (مبنى-مع-مبنى).